# Maurice Watson
Maurice "Mo" Watson Jr.  (Lansdowne, Pensilvania, 8 de marzo de 1993) es un baloncestista estadounidense que actualmente está sin equipo. Con 1,80 metros de estatura, juega en la posición de base.

## Trayectoria deportiva

### Universidad
Jugó sus dos primeras temporadas universitarias con los Terriers de la Universidad de Boston, en las que promedió 12,3 puntos, 6,3 asistencias y 3,5 rebotes por partido. En su primera temporada fue incluido en el tercer mejor quinteto de la America East Conference, mientras que al año siguiente, tras cambiar de conferencia, fue incluido en el mejor quinteto de la Patriot League, tras haber sido el mejor pasador de la conferencia, con 7,1 asistencias por encuentro.
Tras esos dos años fue transferido a los Bluejays de la Universidad Creighton, donde, tras cumplir el año en blanco que impone la NCAA, jugó dos temporadas más, en las que promedió 13,6 puntos, 7,6 asistencias y 3,1 rebotes por partido. Una lesión en el ligamento cruzado anterior en enero de 2017 hizo que se perdiera el resto de su última temporada.

### Estadísticas
| Año     | Equipo            | PJ  | PT  | MPP  | %TC  | %3P  | %TL  | RPP | APP | ROB | TPP | PPP  |
| ------- | ----------------- | --- | --- | ---- | ---- | ---- | ---- | --- | --- | --- | --- | ---- |
| 2012–13 | Boston University | 30  | 30  | 29.5 | .463 | .329 | .750 | 3.3 | 5.4 | 1.7 | 0   | 11.2 |
| 2013–14 | Boston University | 35  | 33  | 31.2 | .495 | .337 | .628 | 3.6 | 7.1 | 2.1 | 0   | 13.3 |
| 2015–16 | Creighton         | 35  | 34  | 31.4 | .475 | .297 | .714 | 3.4 | 6.5 | 1   | 0   | 14.1 |
| 2016–17 | Creighton         | 19  | 19  | 29.9 | .508 | .469 | .692 | 2.6 | 8.5 | 1.5 | 0   | 12.9 |
| Total   | Total             | 119 | 116 | 30.6 | .484 | .341 | .698 | 3.3 | 6.7 | 1.6 | 0   | 12.9 |

### Profesional
Tras no ser elegido en el Draft de la NBA de 2017, no fue hasta julio de 2018 cuando firmó su primer contrato profesional, con el ZZ Leiden de la DBL, la primera división del baloncesto holandés. El 31 de marzo de 2019 ganó su primer título, la Copa de los Países Bajos, anotando 17 puntos en la final.
En la temporada 2021-22, firma por el Twarde Pierniki Toruń de la PLK de Polonia, pero en noviembre de 2021 queda libre.